# Zemplínsky Branč
Zemplínsky Branč (dříve Baranč, maďarsky Barancs) je obec na Slovensku v okrese Trebišov.

## Symboly obce
Podle heraldického rejstříku má obec následující symboly, které byly přijaty 10. prosince 1997. Na znaku je motiv podle otisku pečetidla z 18. století.

### Znak
V červeném štítě na stříbrné kovadlině stojící na zlaté půdě na stříbrném pni sedící stříbrný zlatovlasý kovář ve zlatých kalhotách, vestě a čepici, levicí přidržující na kovadlině v stříbrných kleštích sevřený kus zlatého kovu, ve zdvižené pravici držící zlatou rukojeť stříbrného kladiva.

### Vlajka
Vlajka má podobu sedmi podélných pruhů červeného, žlutého, červeného, bílého, červeného, žlutého, červeného v poměru 1:2:1:2:1:2:1. Vlajka má poměr stran 2:3 a ukončena je třemi cípy, tj. dvěma zástřihy, sahajícími do třetiny jejího listu.